# Al-Kirkat
Al-Kirkat (arab. الكركات) – wieś w Syrii, w muhafazie Hama. W 2004 roku liczyła 847 mieszkańców.